# Artem Kačanovs'kyj
Artem Volodymyrovyč Kačanovs'kyj (in ucraino Артем Володимирович Качановський?; Ufa, 17 dicembre 1992) è un goista ucraino professionista 3-dan con patentino della EGF (federazione europea).
Il suo nome è comunemente traslitterato come Artem Kachanovskyi.

## Carriera
Ha iniziato a studiare go all'età di 7 anni.
Nel 2010 ha partecipato al Campionato europeo di Tampere, classificandosi secondo dietro Ilya Shikshin. L'anno successivo è arrivato terzo al Campionato europeo di Bordeaux, ancora una volta dietro il campione Shikshin, e cedendo il passo anche al professionista rumeno Catalin Taranu; nella stessa occasione ha disputato con la squadra ucraina la finale a quattro del Campionato europeo a squadre, arrivando anche in questo caso terzo dietro la Russia di Shikshin e la Romania di Taranu.
Nel 2011 è stato selezionato come rappresentante europeo alla ventiquattresima e ultima edizione della Fujitsu Cup, eliminato al primo turno dal professionista coreano Kim Jiseok 7d.
Sia nel 2012, sia nel 2013 ha guidato la squadra ucraina al terzo posto nel Campionato europeo a squadre, mentre a livello individuale ha fatto registrare un prestigioso terzo posto al Campionato mondiale di go dilettanti (miglior risultato mai ottenuto da un giocatore europeo).
Nel 2015 la squadra ucraina è arrivata seconda al Campionato europeo, raggiungendo finalmente il traguardo della vittoria nel Campionato europeo a squadre del 2016. Nello stesso anno Kačanovs'kyj è passato professionista, conquistando anche il secondo posto dello European Grand Slam, competizione che lo vedrà arrivare primo l'anno seguente, il 2017, quando arriva terzo al Campionato europeo di Oberhof, dietro i giocatori professionisti Shikshin 1p e Mateusz Surma 1p. Sempre nel 2016 ottiene la qualificazione nel corso del torneo preliminare della tredicesima edizione del torneo Sankei, sconfiggendo tre professionisti giapponesi; l'anno successivo ha partecipato al tabellone principale, venendo sconfitto al primo turno da un dilettante giapponese.
Il triennio dal 2018 al 2020 lo vede arrivare tra i primi posti dei principali tornei europei; tra i risultati di rilievo spiccano la promozione al grado di 2-dan professionista (2018), la vittoria del Campionato europeo pro, il secondo posto al Campionato europeo di Bruxelles – ancora una volta dietro Shikshin, e la vittoria del Silk Road Tournament (2019). Ad ottobre 2019 è stato selezionato come uno dei due rappresentanti europei alla quarta edizione della MLily Cup, ma è stato eliminato al primo turno dal professionista cinese Xie Ke 8d, poi finalista del torneo.
Nel 2024 arriva terzo nella settima edizione del Campionato europeo di go per professionisti. Ha ricevuto la promozione a 3 dan professionista

## Palmarès
| Torneo                                      | Vittorie | Finalista      |
| ------------------------------------------- | -------- | -------------- |
| Campionato europeo di go per professionisti | 1 (2019) |                |
| Campionato europeo di go                    |          | 2 (2010, 2019) |
| Campionato europeo a squadre                | 1 (2016) | 1 (2015)       |
| Totale                                      | 2        | 3              |